# 越南铁路D19Er型柴油机车
D19Er型“友谊”柴油机车是越南铁路的电力传动准轨柴油机车车型之一，越南铁路总公司现拥有5台D19Er型柴油机车均配属安员机务段，投入河内至同登的河同铁路，以及𠄳镇至下龙的克下铁路运用。该型机车由中国南车集团资阳机车有限公司设计制造，设计型号为SDD3型柴油机车，其主要设备与米轨的D19E型柴油机车基本相同，以便检修维护和配件供应。

## 技术特点

### 总体布置
D19Er型柴油机车的干线客货运两用的电力传动准轨柴油机车，采用内走廊布置的桁架式侧墙承载结构车体，机车从前到后分别为第一司机室、电气室、动力室、冷却室、第二司机室。两端司机室具有同样操纵功能，内设有司机操纵台、信息控制设备和空调装置等。电气室内设有微机控制装置、主硅整流柜、电阻制动控制柜、信号设备安装柜，并安装了辅助传动机构的启动变速箱。动力室安装了一套柴油发电机组，以及空气滤清器、燃油输送泵、燃油滤清器、机油热交换器、膨胀水箱、车体通风机等辅助设备。冷却室下部设有牵引电动机通风机、两组空气压缩机、静液压系统油箱和热交换器，上部设有V型涡流铜散热器和静液压马达驱动的冷却风扇。机车下部设有两台三轴转向架，燃油箱及蓄电池组吊挂在主车架中部下方。

### 柴油机
D19E型柴油机车装用一台美国卡特彼勒公司的3512B型柴油机，这是一款四冲程、12气缸、电喷式的V型高速柴油机，气缸内径为170毫米，活塞冲程为190毫米；在UIC标定条件下，标定转速为每分钟1800转时的额定功率为1,950马力（1,455千瓦）；柴油机装车功率为1,800马力（1,340千瓦）。

### 传动系统
主传动系统使用交—直流电传动装置，柴油机通过弹性联轴节直接驱动一台JF217F型同步主发电机，牵引发电机发出的三相交流电经ZGG02A型整流器整流为直流电后，向六台并联连接的ZQDR-410F型直流牵引电动机供电。ZGG02型整流器采用双三相桥式整流电路，每一整流桥臂只有一个大功率整流二极管，两组整流桥可分别对两台转向架供电。ZQDR-410F型直流牵引电动机是一种强迫通风的四极串励牵引电动机，额定功率为410千瓦，额定电压为550伏特，额定电流为800安培。微机控制系统具有柴油机调速控制、柴油机恒功率控制、电阻制动控制、辅助发电机励磁控制、防空转防滑行保护等功能。

### 转向架
机车走行部为两台可互换的轻量化三轴转向架。转向架构架是由钢板焊接而成的箱型结构，轴箱采用无导框的轴箱拉杆定位结构。一系悬挂为轴箱两侧的双圈螺旋弹簧配橡胶减震垫，轴箱和构架之间装有一系垂向油压减震器；二系悬挂为转向架构架上的四点支承式橡胶堆旁承，车体和构架之间装有二系垂向油压减震器；牵引力和制动力通过低位四连杆机构牵引装置传递。基础制动装置采用单侧踏面制动，每个转向架均装有六个独立的单元制动器。牵引电动机采用轴悬式驱动方式，输出的扭矩通过一级减速齿轮传递给轮对。

## 参看
- 越南铁路运输
- 越南铁路D14E型柴油机车
- 越南铁路D19E型柴油机车